# Moctar Sidi El Hacen
Moctar Sidi El Hacen El Ide (* 31. Dezember 1997) ist ein mauretanischer Fußballspieler.

## Karriere

### Verein
Er begann seine Karriere im Herrenfußball im Jahre 2013 bei ASAC Concorde, wo er in den Spielzeiten 2012/13, 2013/14 und 2014/15 zum Einsatz kam. Mit seinem Verein konnte er in der Saison 2013/14 der Ligue 1 Mauretanien den ersten Platz nach der regulären Spielzeit feiern, allerdings unterlag die Mannschaft in der abschließenden Meisterrunde. Im Sommer 2014 wurde der Mauretanier vom damaligen spanischen Erstligisten UD Levante unter Vertrag genommen und vorerst im vereinseigenen Nachwuchs eingesetzt. In weiterer Folge absolvierte er noch in der Drittligasaison 2015/16 ein offizielles Ligaspiel für Atlético UD Levante, die zweite Kampfmannschaft des Vereins. Die restliche Zeit verbrachte er weiterhin im Nachwuchs des Vereins, steht aber auch in der Spielzeit 2016/17 im Kader der Amateurmannschaft.

### Nationalmannschaft
Seit 2013 spielt El Hacen für die mauretanische Fußballnationalmannschaft. Sein Debüt gab er am 2. März 2013 bei einem Freundschaftsspiel gegen Gambia, das Spiel endete mit 0:0. Sein erstes Tor erzielte er am 5. Januar 2014 in der 14. Minute bei einem Freundschaftsspiel gegen Mosambik, das Spiel gewann Mauretanien mit 3:2.